# Даммер, Удо
Карл Лебрехт Удо Даммер (нем. Carl Lebrecht Udo Dammer; 1860—1920) — немецкий ботаник-флорист.

## Биография
Удо Даммер родился 8 января 1860 года в городе Апольда в семье химика Отто Даммера (1839—1916). Учился в Луизенштедтской гимназии в Берлине, в 1877—1878 — в Потсдамском королевском саду. В 1879—1881 работал в Помологическом институте в Проскау. С 1882 по 1886 работал куратором в Петербургском ботаническом саду, затем решил продолжить обучение в Берлине. В 1887—1889 работал в Берлинском ботаническом музее ассистентом Натанаеля Прингсхайма.
В 1888 году Даммер во Фрайбургском университете получил степень доктора философии с диссертацией, посвящённой морфологическим особенностям лимнобиума побегоносного. С 1893 по 1919 Даммер работал куратором Берлинского ботанического музея. В 1905 году он получил звание профессора.
15 ноября 1920 года Удо Даммер погиб в автокатастрофе близ Кольберга.

## Некоторые научные публикации
- Dammer, U. Handbuch für Pflanzensammler. — Stuttgart, 1891. — 342 p.

## Роды растений, названные в честь У. Даммера
- Dammera K.Schum. & Lauterb., 1901 [= Licuala Wurmb, 1780]